# La Om
La Om (2238 m n. m.) je hora v pohoří Piatra Craiului ve středním Rumunsku. Nachází se na území župy Brašov asi 9 km jihozápadně od města Zărnești a 32 km jihozápadně od města Brašov. Vrchol je místem dalekého rozhledu. La Om je nejvyšší horou celého pohoří.
Na vrchol lze vystoupit po značených turistických cestách z několika směrů, například po hlavní hřebenové trase (chata Curmătura – sedlo Funduri).